# Міська гміна
Міська ґміна — ґміна, яка розташована в межах міста.
У межах міської ґміни можуть утворюватися допоміжні територіальні одиниці, здебільшого це дільниці (dzielnice) і поселення (osiedle). Часом до складу міської ґміни входять і солтиства (адміністративна одиниця сільських поселень), наприклад у ґміні Міколува. До 1 січня 2015 р. така ж ситуація була і у ґміні  Владиславова, але цю ґміну було переведено у місько-сільські. 2016 року гміну Пешиці перетворено у місько-сільські. 2017 року міську ґміну Ястарня було переведено у місько-сільські. Ще раніше подібне відбулося із гмінами Чарна Вода (2014), Щавниця (2008).
Найменша міська ґміна у Польщі — Криниця-Морська.
Невеликі міста, що мають міську ґміни, можуть бути адміністративним центром і для прилеглої сільської ґміни.